# Uapaca mole
Uapaca mole ist ein Baum in der Familie der Phyllanthaceae aus West- und Zentralafrika bis nach Uganda und Tansania.

## Beschreibung
Uapaca mole wächst als halb- bis immergrüner Baum mit reich verzweigter Krone bis zu 30–40 Meter hoch. Der Stammdurchmesser erreicht bis über 75 Zentimeter. Der Stamm ist oft geriffelt und es werden hohe Stelzwurzeln ausgebildet. Die braun-graue Borke ist rissig bis schuppig.
Die einfachen und gestielten, leicht ledrigen Laubblätter sind schraubig an den Zweigenden angeordnet. Der dicklichen und steife Blattstiel ist etwa 3–7,5 Zentimeter lang. Die verkehrt-eiförmigen, spatelförmigen bis elliptischen Blätter sind etwa 10–40 Zentimeter lang und 10–25 Zentimeter breit. An der Spitze sind sie rundspitzig oder bespitzt bis abgerundet und unterseits sind sie auf den Adern kurz behaart. Die kleineren Nebenblätter sind haltbar. Die jungen Blätter sind orange.
Uapaca mole ist zweihäusig diözisch. Die männlichen Blüten erscheinen in achselständigen, kleinen, bis etwa 1 Zentimeter großen, gestielten Köpfchen die von vielen (10–12), gelblich-grünen und größeren Tragblättern begleitet sind, die weiblichen Blüten erscheinen einzeln. Die eingeschlechtlichen, sehr kleinen Blüten sind vier- bis sechszählig mit einfacher Blütenhülle, die Kronblätter fehlen. Das mehr oder weniger behaarte Perianth, die Kelchblätter sind nur 1–1,5 Millimeter lang und kurz verwachsen oder fast frei. Die gelben, männlichen, sitzenden Blüten enthalten etwa 5 kurze Staubblätter und einen kurzhaarigen, kleinen trichterförmigen Pistillode. Die grünen, gestielten, weibliche Blüten besitzen einen großen, kugeligen, drei-, vierkammerigen und leicht behaarten Fruchtknoten mit 3 ausgebogenen, fransigen Griffeln mit jeweils 5–6 Narbenästen.
Es werden 3–4 Zentimeter große, raue, leicht behaart, etwas feinwärzliche und bräunliche bis grün-bräunliche, mehrsamige, rundliche bis eiförmige Steinfrüchte gebildet. Sie enthalten 3–4 einsamige Steinkerne (Pyrene).

## Taxonomie
Die Erstbeschreibung erfolgte 1894 durch Ferdinand Albin Pax in Bot. Jahrb. Syst. 19: 79. Es sind einige Synonyme bekannt.

## Verwendung
Die Früchte sind essbar, sie sollen wie Avocado schmecken Auch kann Fruchtsaft aus ihnen gepresst werden. Die Wurzeln, die Rinde und Blätter werden medizinisch verwendet.
Das recht schwere, moderat beständige Holz ist bekannt als Sugar-Plum oder Rikio (des marais, à grandes feuilles).